# Trademark
Trademark é uma canção de rock instrumental do guitarrista virtuoso estadunidense Eric Johnson. Ela foi lançada como um dos singles de trabalho do álbum Ah Via Musicom, de 1990, sendo uma das 3 músicas deste álbum a aparecer no top 10 da Billboard, e tendo permanecido na Billboard Hot Mainstream Rock Tracks por 15 semanas.
É, ao lado de Zap, as 2 únicas canções para as quais Eric lançaria um videoclipe.
Em 2008, o guitarrista gravaria a música novamente no DVD Eric Johnson – Anaheim.

## Desempenho nas Paradas Musicais
| Data               | Música    | Ranking                              | Posição | Obs.                                             | Ref.  |
| ------------------ | --------- | ------------------------------------ | ------- | ------------------------------------------------ | ----- |
| 11 de maio de 1991 | Trademark | Billboard Hot Mainstream Rock Tracks | #7      | A música permaneceu por 15 semanas nesta parada. | [ 3 ] |